# Smittina excertiaviculata
Smittina excertiaviculata är en mossdjursart som beskrevs av Rogick 1956. Smittina excertiaviculata ingår i släktet Smittina och familjen Smittinidae. Inga underarter finns listade i Catalogue of Life.